# جامعة كركوك
تعد جامعة كركوك من الجامعات العراقية الحديثة التاسيس، حيث تم تأسيسها في اليوم السابع عشر من كانون الثاني من سنة 2003 يذكر ان القرار بأنشائها وقعه صدام حسين في عام 2002م، وضمت أربع كليات ثلاث منها استحدثت وهي كليات التربية العلوم والتمريض بعدما كانت كلية القانون تابعة لجامعة الموصل. وقد شهدت هذه الجامعة تطوراً كبيراً منذ تأسيسها ولحد الآن شمل هذا التطور معظم النواحي ومن أهم هذه النواحي هي ما شهدتهٌ من تطور في الناحية العلمية والتي تمثلت بالمستويات العالية التي حققها طلبة الجامعة في مختلف الاختصاصات وكذلك البحوث المقدمة من قبل أساتذة الجامعة ومشاركتهم في المؤتمرات العلمية سواء تلك التي انعقدت في جامعات العراق أو في جامعات الدول الأخرى. كذلك شمل هذا التطور ما شهدته الجامعة من عمران واستحداث الكليات والأقسام.

## رؤساء جامعة كركوك منذ تأسيسها
1. الأستاذ الدكتور مهدي فاضل العبيدي  من 2003/11/11 إلى 2005/9/9
2. الدكتور كمال عثمان عمر  من 2005/10/15 إلى 2007/9/14
3. الدكتور محمد علي محمد تميم  من 2007/9/14 إلى 2008/12/13
4. الأستاذ الدكتور عباس علي سعد العطار  من 2008/12/14 إلى 2011/2/22
5. الأستاذ الدكتور حسين حسن خافقاه  من 2011/2/23 إلى 2011/10/5
6. الأستاذ الدكتور بهرام خورشيد محمد  من 2011/10/5 إلى 2014/12/31
7. الأستاذ الدكتور عباس حسن تقي  من 2015/1/15 إلى 2019/6/1
8. الأستاذ الدكتور صباح أحمد إسماعيل  من 2019/6/1 إلى 2021/12/30
9. الأستاذ الدكتور عمران جمال حسن  من 2021/12/30 حتى الآن

## كلياتها
تتكون من كليات:

### كلية الطب
تأسست سنة 2005 وهي تقع الكلية بجانب مستشفى الحرية (ازادي بالكردية).

### كلية الهندسة
وتقع في منطقة صيادة - 1 حزيران ضمن الموقع الجامعي
وتحتوي على الاقسام:
1. هندسة النفط
2. هندسة مدنية مع وجود دراسات العليا فيها
3. هندسة ميكانيك
4. هندسة كهرباء

### كلية العلوم
- تقع كلية العلوم في صيادة -1 حزيران ضمن الموقع الجامعي، تحتوي على ستة أقسام وهي:

1. قسم الجيولوجيا التطبيقية
2. قسم الحاسبات
3. قسم علوم الحياتية
4. قسم الكيمياء
5. قسم الفيزياء
6. قسم الرياضيات

حيث أن أقسام علوم الحياة والفيزياء والجيلوجيا والكيمياء يوجد فيه دراسات عاليا (ماجستير).

### كليه التمريض
تقع في غرناطة، يوجد فيها فرعين هما:
1. فرع العلوم التمريضية الأساسية
2. فرع العلوم التمريضية السريرية

### كلـية التربية
- تحتوي على ثمان أقسام أغلبها في صيادة - 1 حزيران ضمن الموقع الجامعي:

1. قسم اللغة العربية
2. قسم اللغة الكردية
3. قسم اللغة التركية
4. قسم اللغة الأنكليزية
5. قسم التربية الرياضية
6. قسم علوم القرآن
7. قسم التاريخ
8. قسم الجغرافية

### كلية التربية للعلوم الصرفة
وهي من الكليات المستحدثة وطريق بغداد مقابل رئاسة الصحة. وتتكون من أربعة اقسام علمية:
1. علوم الحياة
2. الفيزياء
3. الكيمياء
4. الرياضيات

### كليه الزراعة
كلية الزراعة في كركوك تتكون من خمسة أقسام علمية:
1. البستنة وهندسه‌ الحدائق.
2. إنتاج الحيواني.
3. المحاصیل الحقلیة.
4. التربة والموارد المیاه.
5. الغابات.

وتم فتح قبول في الدراسات العليا للأقسام البستنة والهندسة الحدائق وإنتاج الحيواني وأيضا المحاصيل الحقلية.
وهي من الكليات العلمية وتعتبر من الكليات الهندسية حيث سيسمى لا حقا بالهندسة الزراعية.

### كلية الإدارة والاقتصاد
تحتوي على قسمين
1. ادرة الأعمال
2. الإحصاء

### كلية طب الأسنان
أُسست عام 2014، وكان عميدها الدكتور فاضل ياسين حتى عام 2018-2019، ثم الدكتورة نورهان عارف مع بداية العام الدراسي 2019. مع بداية العام الدراسي 2020 تولت خلافة منصب العميد لهذه الكلية الدكتورة بلسم مردان حتى عام 2023.
تقع الكلية مجاور مستشفى الأطفال.

## وصلات خارجية
- الموقع الإلكتروني